# Torrent de la Vall Jussana
El torrent de la Vall Jussana és un torrent dels termes municipals de Castellcir i Castellterçol, de la comarca del Moianès.

El Torrent de la Vall Jussana, respecte del terme de Castellcir

Es tracta d'un torrent principal, íntegrament en terme de Castellcir, i el seu principal afluent, que rep el mateix nom. El darrer neix dins del terme de Castellterçol per abocar-se en l'altre dins del terme de Castellcir. El torrent principal es forma al costat de ponent del mateix nucli urbà de Castellcir, en el mateix revolt de la carretera BV-1342 abans de l'entrada en el nucli del poble, des d'on davalla cap a migdia deixant tot el poble de Castellcir a llevant, així com la masia del Serrat. Un cop deixat enrere el poble, passa a llevant de la Solella de la Vall i a ponent dels Horts de la Vall, indret on troba la Font de la Vall i deixa a ponent la masia de la Vall.
Continua sempre cap al sud, travessa les Guineueres i tot seguit el Camp de la Bauma, deixant a l'esquerra la Pinassa de la Vall Jussana, i tot seguit rep l'altre torrent de la Vall Jussana, més curt i que baixa del nord-oest, de ran de la masia de la Vall Jussana. Després d'unir-se els dos torrents, continua cap al sud, deixa a la dreta la Quintana de Cal Fantasia i la masia de Cal Fantasia, lloc on troba la Font de Cal Fantasia, i de seguida, al nord-oest dels Camps del Vilardell es transforma en el torrent de Cerverisses.